# Zuidelijke gevlekte skunk
De zuidelijke gevlekte skunk (Spilogale angustifrons) is een roofdier uit de familie Mephitidae. Lang werd deze soort gelijkgesteld aan Spilogale putorius, maar uit genetisch en morfologisch onderzoek blijkt dat het om twee verschillende soorten gaat.

## Verspreiding
Het verspreidingsgebied van de zuidelijke gevlekte skunk loopt van Centraal-Mexico in het noorden tot Costa Rica in het zuiden.

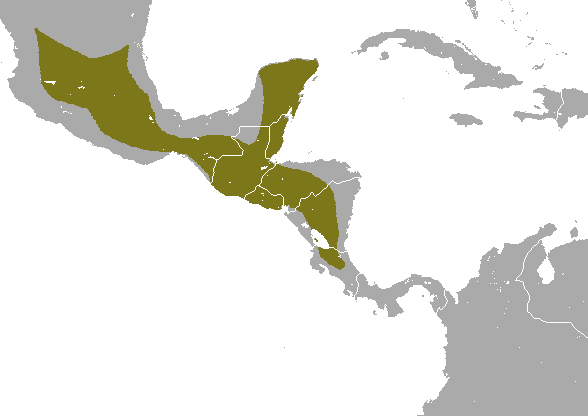
Verspreidingsgebied van de zuidelijke gevlekte skunk